# 埃拉 (北卡羅萊納州)
埃拉（英語：Ela）是位於美國北卡羅萊納州斯溫縣的非建制地區。

## 歷史
埃拉的郵局於1910年設立，其後於1936年停運。

## 地理
埃拉所處的海拔為高於海平面547米（即1795英呎），而該地所採用的時區為UTC-5，即北美东部时区（EST）。同時該地設有夏令時間，為UTC-5調快一小時，即UTC-4（EDT）。